# Spider Jones
Spider Jones, właśc. Charles Jones (ur. 20 kwietnia 1946 w Windsorze w stanie Ontario) – kanadyjski dziennikarz, pisarz i bokser.
Trzykrotny zdobywca Golden Glove Champion, wprowadzony do Canadian Boxing Hall of Fame w 1996 roku.

## Publikacje
- Out of the Darkness: The Spider Jones Story, wydawnictwo: ECW Press, data publikacji: listopad 2003, ISBN 1-55022-603-7